# V479 Возничего
V479 Возничего (лат. V479 Aurigae) — одиночная переменная звезда в созвездии Возничего на расстоянии (вычисленном из значения параллакса) приблизительно 7262 световых лет (около 2227 парсеков) от Солнца. Видимая звёздная величина звезды — от +10,1m до +9,6m.

## Характеристики
V479 Возничего — красный гигант, углеродная пульсирующая медленная неправильная переменная звезда (LB:) спектрального класса C. Радиус — около 126,48 солнечных, светимость — около 1709,167 солнечных. Эффективная температура — около 3300 K.